# District de Taplejung
Le district de Taplejung (en népalais : ताप्लेजुङ जिल्ला) est l'un des 77 districts du Népal. Il est rattaché à la province de Koshi. La population du district s'élevait à 126 448 habitants en 2011.

## Histoire
Il faisait partie de la zone de Mechi et de la région de développement Est jusqu'à la réorganisation administrative de 2015 où ces entités ont disparu.

## Subdivisions administratives
Le district de Taplejung est subdivisé en 9 unités de niveau inférieur, dont une municipalité et 8 gaunpalikas ou municipalités rurales.
| # | Nom                  | Nom en népalais | Type         | Population (2011) | Superficie (km2) |
| - | -------------------- | --------------- | ------------ | ----------------- | ---------------- |
| 1 | Phungling            | फुङलिङ            | municipalité | 26 406            | 125,57           |
| 2 | Aathrai Tribeni      | आठराई त्रिवेणी       | gaunpalika   | 13 784            | 88,83            |
| 3 | Sidingwa             | सिदिङ्वा            | gaunpalika   | 12 099            | 206              |
| 4 | Phaktanglung         | फक्ताङलुङ          | gaunpalika   | 12 017            | 1 858,51         |
| 5 | Mikkwakhola          | मिक्वाखोला           | gaunpalika   | 9 160             | 442,96           |
| 6 | Meringden            | मेरिङदेन           | gaunpalika   | 12 548            | 210,33           |
| 7 | Maiwakhola           | मैवाखोला            | gaunpalika   | 11 037            | 138              |
| 8 | Pathibhara Yangwarak | पाथीभरा याङवरक      | gaunpalika   | 13 591            | 93,76            |
| 9 | Sirijangha           | सिरीजङ्घा           | gaunpalika   | 15 806            | 481,09           |

## Assemblée constituante de 2008
Pour l'élection de l'Assemblée constituante, le 10 avril 2008, dans le cadre du scrutin uninominal majoritaire à un tour, le district de Taplejung est divisé en deux circonscriptions électorales. Les députés élus dans le district sont :
| Circons- cription | Député                  | Parti                                                 |
| ----------------- | ----------------------- | ----------------------------------------------------- |
| 1re               | Surya Man Gurung        | Congrès népalais                                      |
| 2e                | Damber Dhoj Tumbahamphe | Parti communiste du Népal (marxiste-léniniste unifié) |